# Суркино (Мордовия)
 Суркино  — деревня в Лямбирском районе Мордовии в составе  Кривозерьевского сельского поселения.

## География
Находится у реки Инсар на расстоянии примерно 10 километров на север от города Саранск.

## История
Основана в середине XVII века, в 1869 году было 26 дворов

## Население
Постоянное население составляло 388 человек (татары 96%) в 2002 году, 406 в 2010 году .